# Prosper (Teksas)
Prosper je gradić u američkoj saveznoj državi Teksas. Prema popisu stanovništva iz 2010. u njemu je živjelo 9.423 stanovnika.